# Meksyk na Zimowych Igrzyskach Olimpijskich 2022
Meksyk na Zimowych Igrzyskach Olimpijskich 2022 – występ kadry sportowców reprezentujących Meksyk na igrzyskach olimpijskich, które odbyły się w Pekinie, w Chińskiej Republice Ludowej, w dniach 4-20 lutego 2022 roku.
Reprezentacja Meksyku liczyła czworo zawodników – jedną kobietę i trzech mężczyzn.
Był to dziesiąty start Meksyku na zimowych igrzyskach olimpijskich.

## Reprezentanci

### Biegi narciarskie
| Zawodnik      | Konkurencja                | Kwalifikacje | Kwalifikacje | Ćwierćfinały | Ćwierćfinały | Półfinały | Półfinały | Finał   | Finał    | Finał   | Źródło |
| Zawodnik      | Konkurencja                | Czas         | Miejsce      | Czas         | Miejsce      | Czas      | Miejsce   | Czas    | Strata   | Miejsce | Źródło |
| ------------- | -------------------------- | ------------ | ------------ | ------------ | ------------ | --------- | --------- | ------- | -------- | ------- | ------ |
| Jonathan Soto | bieg indywidualny mężczyzn | —            | —            | —            | —            | —         | —         | 53:30,0 | +15:35,2 | 94.     | [ 1 ]  |

### Łyżwiarstwo figurowe
| Zawodnik         | Konkurencja | SP     | SP    | FS     | FS   | Nota łączna | Nota łączna | Źródło |
| Zawodnik         | Konkurencja | Punkty | Poz.  | Punkty | Poz. | Punkty      | Poz.        | Źródło |
| ---------------- | ----------- | ------ | ----- | ------ | ---- | ----------- | ----------- | ------ |
| Donovan Carrillo | soliści     | 79,69  | 19. Q | 138,44 | 22.  | 218,13      | 22.         | [ 2 ]  |

### Narciarstwo alpejskie
| Zawodnik        | Konkurencja            | 1 przejazd | 1 przejazd | 2 przejazd | 2 przejazd | Łącznie | Łącznie | Źródło |
| Zawodnik        | Konkurencja            | Czas       | Pozycja    | Czas       | Pozycja    | Czas    | Pozycja | Źródło |
| --------------- | ---------------------- | ---------- | ---------- | ---------- | ---------- | ------- | ------- | ------ |
| Rodolfo Dickson | slalom gigant mężczyzn | 1:17,32    | 43.        | 1:17,27    | 32.        | 2:34,59 | 35.     | [ 3 ]  |
| Sarah Schleper  | slalom gigant kobiet   | 1:06,42    | 47.        | 1:05,53    | 36.        | 2:11,95 | 37.     | [ 4 ]  |
| Sarah Schleper  | supergigant kobiet     | —          | —          | —          | —          | 1:18,17 | 35.     | [ 4 ]  |